# 細胞生理學

原核細胞的典型結構

細胞生理學（英語：Cell physiology）是一個生理學領域, 對細胞內進行的活動進行生物學研究，以使它們保持活力。 生理學是從活體有機體的正常功能方面的研究。 動物細胞、植物細胞和微生物細胞具有相似的功能，即使它們具有不同的結構。

## 外部鏈接
- （英文）Overview at Medical College of Georgia (archived)
- （英文）醫學主題詞表（MeSH）：Cell Physiological Phenomena
- （英文）醫學主題詞表（MeSH）：Electrophysiology